# Matthias Heyder
Matthias Heyder (* 1972 in Elbingerode) ist ein ehemaliger deutscher NPD-Politiker.  Nach eigenen Angaben ist er Bankkaufmann,  er soll in den vergangenen Jahren als Inhaber einer Zeitarbeitsfirma und zuletzt als selbständiger Immobilienmakler gearbeitet haben. Er war der Spitzenkandidat seiner Partei bei den Landtagswahlen in Sachsen-Anhalt 2011. Bundesweit bekannt wurde Heyder im März 2011 wegen des Verdachts, als „Junker Jörg“ seit sieben Jahren in einem Internet-Forum u. a. Aufrufe zur „Schändung“ linker Politikerinnen sowie zu Anschlägen auf Bahnhöfe und Anleitungen zum Bombenbau verfasst zu haben, was LKA-Ermittlungen und diverse Strafanzeigen sowie politische Forderungen nach einem neuen NPD-Verbotsverfahren nach sich zog. Das Ermittlungsverfahren gegen Heyder wurde 2012 eingestellt. Die NPD scheiterte bei der Landtagswahl mit 4,6 Prozent Wählerstimmenanteil an der Fünf-Prozent-Hürde. Am 22. Oktober 2011 wurde Heyder vom NPD-Landesschiedsgericht Sachsen-Anhalt aus der NPD ausgeschlossen. Er verzichtete auf Rechtsmittel, obwohl er in einer Stellungnahme grobe Verfahrensfehler geltend machte.

## Beobachtung durch Verfassungsschutzbehörden und „Volksfront“-Strategie im Landtagswahlkampf
Heyder war nach dem „Gemeinsamen Lagebild der Verfassungsschutzbehörden Sachsen-Anhalts und Brandenburgs 2009“ in seiner Funktion als Landesvorsitzender und Führer der „reformorientierten Kräfte“ in der NPD bemüht um die Schaffung einer „Volksfront von Rechts“ als „gemeinsame rechtsextremistische Plattform unter ausdrücklicher Einbindung von Neonationalsozialisten mit Wortführerschaft der NPD“. Er wurde bereits in den Bundesverfassungsschutzberichten 2008 und 2007 erwähnt.
Auch im Kampf um den Einzug in den Landtag von Sachsen-Anhalt im Frühjahr 2011 verfolgte Heyder nach Ansicht des Rechtsextremismus-Experten David Begrich von der Magdeburger Arbeitsstelle Rechtsextremismus des Vereins Miteinander – Netzwerk für Demokratie und Weltoffenheit in Sachsen-Anhalt e. V. weiter die Strategie, je nach Zielgruppe entweder aggressiv-nationalistisch oder bürgernah-sozial aufzutreten. „Volksnähe“ solle hergestellt werden durch Verzicht auf „dumpfe Parolen“, offene und tätliche Aggression gegen Ausländer und „nationalistische Großmannssucht“ einerseits und Propagierung der sozialen Volksgemeinschaft andererseits. In selbsternannten, parteibetriebenen Bürgerbüros solle eine „bedrohte“ Mittelschicht ihre „Abstiegsängste“ artikulieren, die auch mit Wahlkampfparolen wie „Arbeit statt Armut“ oder „Zukunft statt Schulschließung“ angesprochen werde. So versuche die NPD, sich darzustellen als „bürgernahe, mittelständische Partei, die aktiv und seriös ist“.

## Strafrechtliche Ermittlungen nachJunker-Jörg-Affäre
Bereits Mitte Februar 2011 veröffentlichte die taz ihr und anderen Tageszeitungs-Redaktionen zugespielte „menschenfeindliche, rassistische und neonazistische“ E-Mails „aus dem Inneren der rechtsextremen Partei“, deren Mehrzahl zwischen März 2010 und Januar 2011 verschickt worden sei und in denen ein „Schwerpunkt“ auch auf den Landtagswahlen in Sachsen-Anhalt am 20. März 2011 liege. Darunter waren angebliche E-Mails des auf Platz drei hinter Heyder für die NPD kandidierenden Hans Püschel und von Heyders Pressesprecher Michael Grunzel.
Heyder selbst stand seit der Vorwoche der Landtagswahl in Verdacht, in Beiträgen im Internetforum „Freie Freunde“, das unter dem Namen des NPD-Fraktionschefs im Sächsischen Landtag Holger Apfel bei Denic registriert wurde, unter dem Pseudonym Junker Jörg dazu aufgerufen zu haben, „linke“ Frauen zu „schänden“. Dabei soll „Junker Jörg“ sich „konkret [...] auf eine sächsische Landtagsabgeordnete der Linken“ bezogen haben.
In weiteren Beiträgen soll Heyder Anleitungen zum Bombenbau im Forum eingestellt haben. tagesschau.de zitierte unter Berufung auf der Redaktion vorliegende Protokolle: „20 Koffer, 20 Mann, 20 Bahnhöfe. Bundesrepublik lahmgelegt. Alles legal. Kosten unter 1000,-€. Wo ist das Problem?“ Ein „Junker Jörg“ beschreibe dort „in sieben Schritten“ genau die Herstellung von Sprengstoff. Laut tagesschau.de halten Juristen diesen Eintrag wegen der exakten Dosierungsangaben für strafrechtlich relevant. „Junker Jörg“ lud außerdem „rechtsextremistische strafbewehrte Musikinhalte“ sowie eine Hörbuch-Version von Mein Kampf auf einen Server hoch, für den laut LKA Magdeburg Heyder die Zugriffsrechte besaß und auf dem auch private Daten Heyders lagen. „Junker Jörg“ verwendete dieselbe E-Mail-Adresse wie Heyder für E-Mails der NPD. Auf die Urheberschaft Heyders wiesen auch Kenntnisse des „Junkers“ von NPD-Interna hin, zu denen Heyder Zugang habe.
Heyder dementierte die Vorwürfe zunächst, gab allerdings grundsätzlich zu, in einem Forum unter dem Namen „Junker Jörg“ Einträge verfasst zu haben, „aber nur zeitweise“, kündigte seinerseits straf- und zivilrechtliche Schritte an und beklagte einen vermeintlichen „Datendiebstahl“. In einer am Tag nach der Landtagswahl veröffentlichten Erklärung bestritt Heyder die Vorwürfe nicht mehr ausdrücklich, sondern schrieb von „angeblich 60.000 ergaunerten EMails als erste[r] Angriffswelle“ und einer „möglichst tiefgehende[n] Bespitzelung“ im Zusammenhang mit der „Junker-Jörg“-Affäre. Auch in einer „Erklärung des Präsidiums“ der NPD wurde zwar eine „Schmutzkampagne der gleichgeschalteten“ Medien behauptet, nicht aber der „Junker-Jörg“-Verdacht gegen Heyder dementiert.
Nach Auskunft des Innenministers von Sachsen-Anhalt Holger Hövelmann soll das LKA wegen des Verdachts der Volksverhetzung, der Ankündigung von Straftaten und der Gefährdung der öffentlichen Sicherheit ermitteln. Hövelmann sieht auch die Forderung nach einem neuen NPD-Verbotsverfahren bestärkt: „Wenn sich bewahrheiten sollte, dass der NPD-Spitzenkandidat hinter den Einträgen steckt, wäre das eine neue Qualität. Dass die NPD vom demokratischen Rechtsstaat und seinen Gesetzen nichts hält, haben wir immer gewusst. Aber mit Planspielen zum Bombenbauen wird die Grenze der Legalität überschritten.“ Das Ermittlungsverfahren gegen Heyder wurde 2012 eingestellt.
Das Scheitern der NPD an der Fünf-Prozent-Hürde mit 4,6 Prozent wurde sowohl von der NPD und Heyder selbst als auch in Medien-Kommentaren und Experten-Analysen neben der im Vergleich zur letzten Wahl relativ hohen Beteiligung insbesondere auf die Mitte März im unmittelbaren Vorfeld der Wahl ruchbar gewordene „Junker-Jörg“-Affäre zurückgeführt.